# (233) Astèrope
(233) Asterope és un asteroide pertanyent al cinturó d'asteroides descobert per Alphonse Louis Nicolas Borrelly des de l'observatori de Marsella, França, l'11 de maig de 1883.
Està nomenat així per Astèrope, una de les plèiades de la mitologia grega.

## Característiques orbitals
Asterope orbita a una distància mitjana del Sol de 2,66 ua, podent apropar-se fins a 2,392 ua. La seva excentricitat és 0,1008 i la inclinació orbital 7,682°. Triga 1585 dies a completar una òrbita al voltant del Sol.